# Кніттлінген
Кніттлінген (нім. Knittlingen) — місто в Німеччині, знаходиться в землі Баден-Вюртемберг. Підпорядковується адміністративному округу Карлсруе. Входить до складу району Енц.
Площа — 26,33 км2. Населення становить 8068 ос. (станом на 31 грудня 2020).